# Nümmen
Nümmen ist ein aus einer Hofschaft hervorgegangener Ortsteil im Norden der bergischen Großstadt Solingen.

## Lage und Beschreibung
Nümmen befindet sich am Rande des Solinger Stadtteils Gräfrath nahe der Grenze zum Stadtteil Wald. Die Keimzelle der alten Hofschaft mit der ehemaligen Nümmener Mühle befindet sich in einer Talsenke des Nümmener Bachtals. Heute breitet sich die Bebauung Nümmens weit über den Einflussbereich des Bachs aus und umfasst etwa das untere Ende der Nümmener Straße, die Hauffstraße, die Bechsteinstraße, den Reineke- und Holleweg sowie die Straße Nümmen. Dort sind noch diverse historische Fachwerk- und Schieferhäuser erhalten, von denen mehrere unter Denkmalschutz stehen.
Benachbarte Orte sind bzw. waren (von Nord nach West): Steinenhaus, Ziegelfeld, Tummelhaus, Untenflachsberg. Focher Dahl, Zentral, Foche, Heide, Eckstumpf, Apfelbaum, Fuhr, Ehrener Mühle, Ehren und Mühlenbusch.

## Geschichte
Nümmen gehört zu den ältesten und größten Höfen im Umfeld des ehemaligen Klosters Gräfrath. Die Geschichte des Ortes lässt sich bis in das Jahr 1383 zurückverfolgen, als in einer Urkunde ein johan mulner van numen als Müller der im Ort vorhandenen Nümmener Mühle erstmals urkundlich erwähnt wird. Die Mühle wie auch die Hofschaft selbst gehörten von Anfang an der Honschaft Gräfrath an. Die Mühle wurde im Jahre 1902 stillgelegt. Das ehemalige Mühlgebäude ist noch vorhanden, es handelt sich um das heute als Wohnhaus genutzte Gebäude Nümmen 20, 20a.
In der Karte Topographia Ducatus Montani, Blatt Amt Solingen, von Erich Philipp Ploennies aus dem Jahre 1715 ist eine als Nimerhof benannte Hofstelle in der Nähe der Mühle sowie östlich davon eine weitere Hofstelle als Nimen benannt verzeichnet. Die beiden räumlich getrennten Orte wuchsen bis spätestens Anfang des 19. Jahrhunderts zusammen. Die Topographische Aufnahme der Rheinlande von 1824 sowie die Preußische Uraufnahme von 1844 verzeichnen den Ort beide als Nüm̅en (mit Überstrich) benannt. In der Topographischen Karte des Regierungsbezirks Düsseldorf von 1871 ist der Ort als Nümmen verzeichnet.
Nach Gründung der Mairien und späteren Bürgermeistereien Anfang des 19. Jahrhunderts gehörte Nümmen zur Bürgermeisterei Gräfrath, die 1856 zur Stadt erhoben wurde. 1815/16 lebten 131 Einwohner im Ort. 1830 gehörte Nümmen weiterhin zur Bürgermeisterei Gräfrath, im Ort lebten zu dieser Zeit 154 Menschen. 1832 war Nümmen Teil der Honschaft (Ketz-)Berg innerhalb der Bürgermeisterei Gräfrath. Der nach der Statistik und Topographie des Regierungsbezirks Düsseldorf als Hofstadt kategorisierte Ort besaß zu dieser Zeit zwei öffentliche Gebäude, 19 Wohnhäuser, sieben Fabriken bzw. Mühlen und 22 landwirtschaftliche Gebäude. Zu dieser Zeit lebten 128 Einwohner im Ort, davon neun katholischen und 119 evangelischen Bekenntnisses. Die Gemeinde- und Gutbezirksstatistik der Rheinprovinz führt den Ort 1871 mit 28 Wohnhäusern und 214 Einwohnern auf. Im Gemeindelexikon für die Provinz Rheinland werden 1885 33 Wohnhäuser mit 206 Einwohnern angegeben. 1895 besitzt der Ortsteil 35 Wohnhäuser mit 206 Einwohnern, 1905 werden 36 Wohnhäuser und 212 Einwohner angegeben.

Mit der Städtevereinigung zu Groß-Solingen im Jahre 1929 wurde Nümmen ein Ortsteil Solingens. Im Ort sind seit dem Jahre 1984 einige der historischen Fachwerkhäuser in die Solinger Denkmalliste eingetragen. Dabei handelt es sich im Einzelnen um die Gebäude Hauffstraße 9, 13, 15, 17, 19 und 19a sowie Holleweg 7, 9 und 30, 30a, das älteste verbliebene Fachwerkhaus Hauffstraße 9 (oben abgebildet) stammt aus dem 17. Jahrhundert.

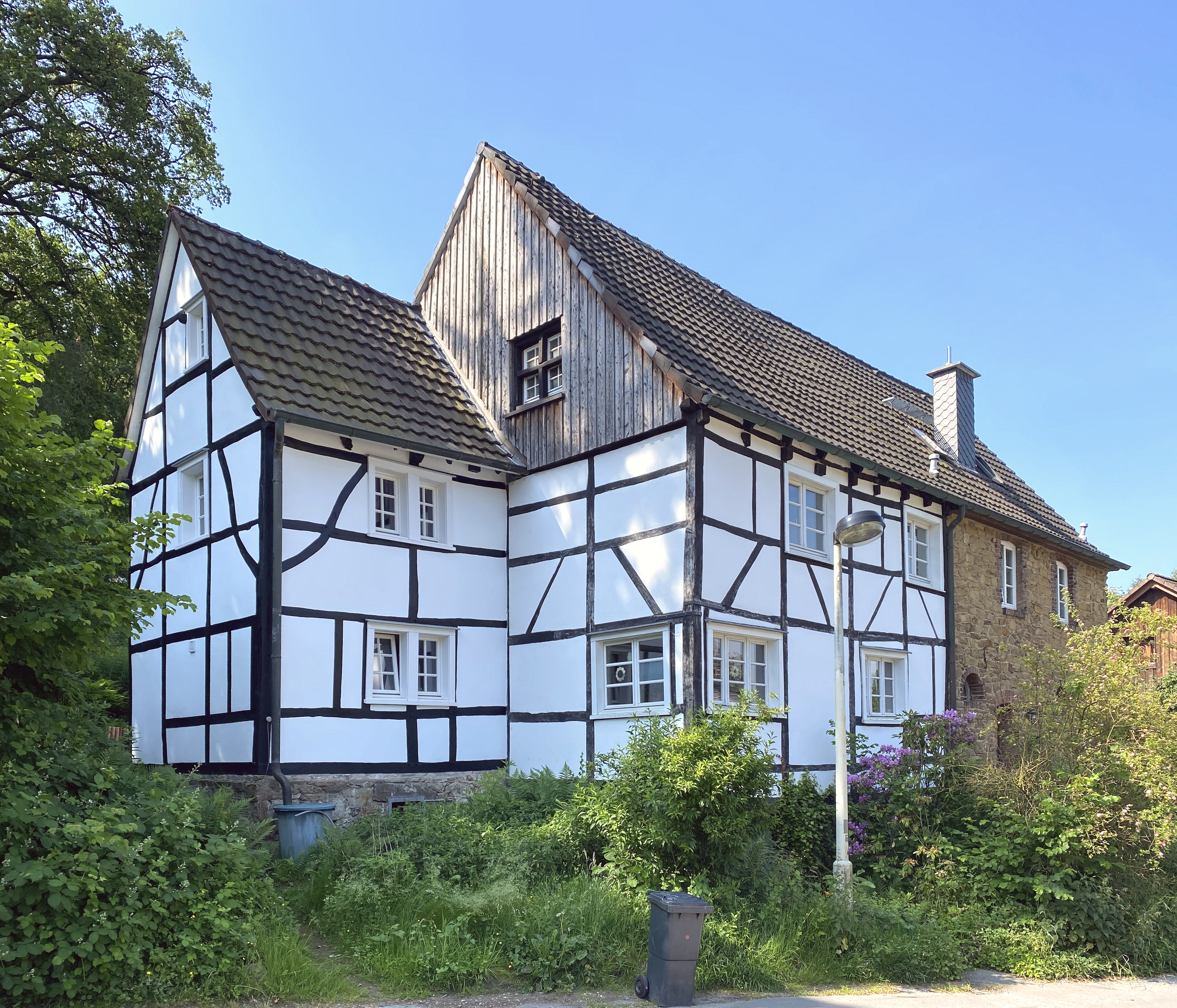
Holleweg 7, 9
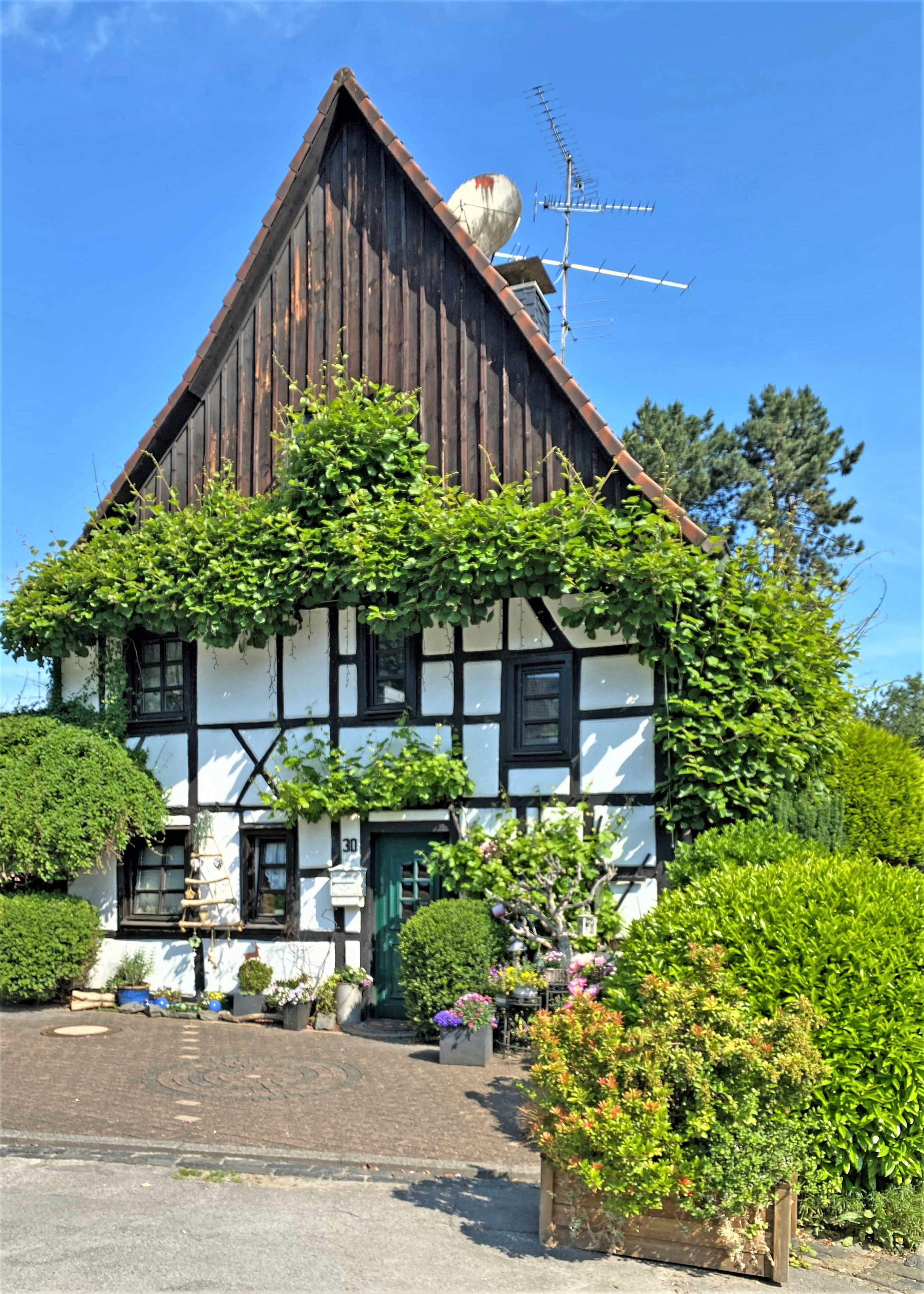
Holleweg 30, 30a
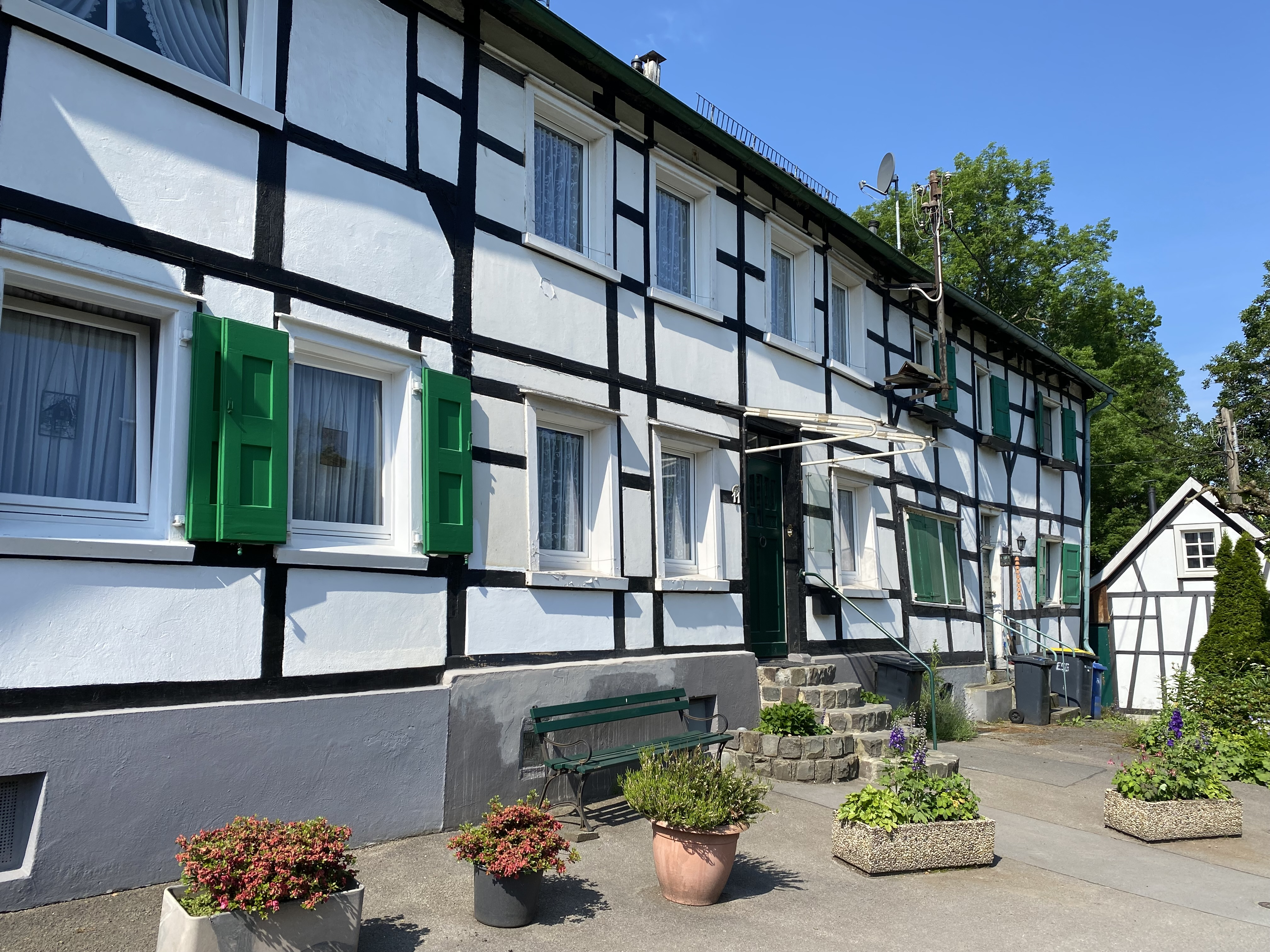
Hauffstraße 11, 13
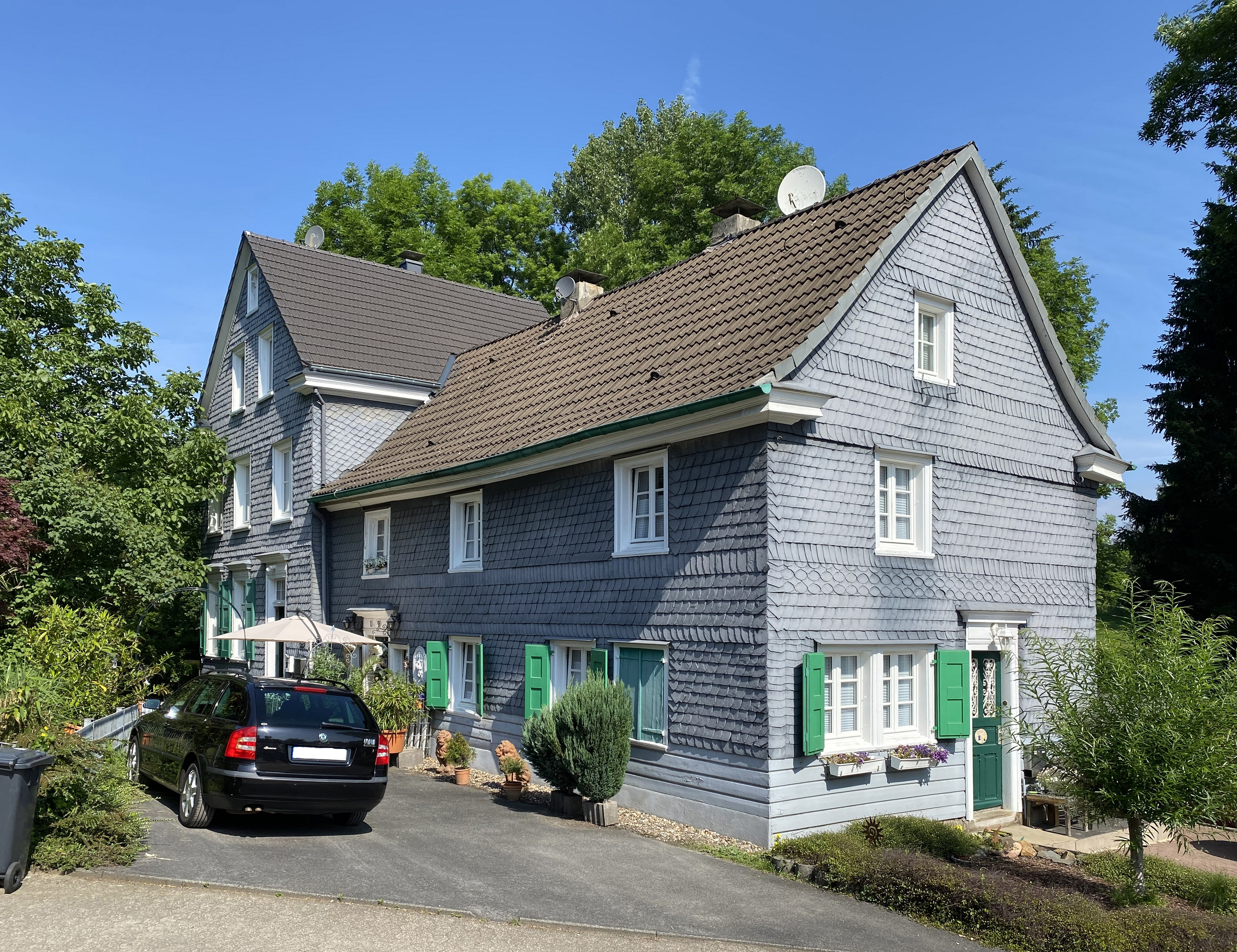
Hauffstraße 19, 19a